# Viničné Šumice
Viničné Šumice – wieś i gmina w Czechach, w powiecie Brno, w kraju południowomorawskim. Według danych z dnia 1 stycznia 2013 liczyła 1 266 mieszkańców.